# 이다 코르
이다 코르(Ida Corr, 1977년 3월 14일 ~ )는 덴마크의 싱어송라이터이다.